# Cape (rivière)
Pour les articles homonymes, voir Cape.
La rivière Cape  (anglais : Cape River)  est un cours d’eau de l’Île du Nord de la Nouvelle-Zélande. C’est un affluent du fleuve Opouawe, qui est localisé  dans le secteur de Wairarapa dans le District de South Wairarapa dans la région de Wellington dans le sud-est de l’Île du Nord